# Mnesithea
Mnesithea és un gènere de plantes de la família de les poàcies, ordre de les poals, subclasse de les commelínides, classe de les liliòpsides, divisió dels magnoliofitins.

## Taxonomia
(vegeu-ne una relació a Wikispecies)

## Sinònims
(Els gèneres marcats amb un asterisc (*) són sinònims probables)

Aikinia Wall., 
Apogonia (Nutt.) E. Fourn., 
*Coelorachis Brongn., 
Cycloteria Stapf, nom. inval., 
Diperium Desv., 
*Hackelochloa Kuntze, 
*Heteropholis C. E. Hubb., 
*Ratzeburgia Kunth, 
Rytilix Raf. ex Hitchc., 
Thyridostachyum Nees.